# Pool checkers
Pour un article plus général, voir Dames.
Les Pool Checkers ou American Pool Checkers ou encore Spanish Pool  sont un jeu de stratégie combinatoire abstrait de la famille des dames. Les Pool Checkers sont jouées principalement aux États-Unis dans les états du sud-est et du Mid-Atlantic, majoritairement au sein de la communauté afro-américaine ou encore à Porto-Rico. Elles diffèrent sensiblement des dames dites internationales ou (polonaises) et se rapprochent des dames jamaïcaines dont la seule différence réside en l'orientation du plateau.

## Règle
- Taille du plateau : 64 (8 x 8) ;
- Nombre de pions : 24 (2 x 12) ;

Position de départ.

- Orientation du plateau : grande diagonale de gauche à droite ;
- Cases utilisées : cases noires ;
- Joueur avec l'initiative : noirs ;
- Prise autorise des pions : diagonale avant et arrière ;
- Contrainte de prise : prise majoritaire facultative ;
- Prise qualitative : facultative ;
- Souffler : interdit ;
- Forcer: autorisé ;
- Laisser faire : autorisé ;
- Dame : dame volante ;
- Retrait des pions pris : après la rafle ;
- Prise d'un même pion plusieurs fois au cours d'une rafle : interdite ;
- Promotion en passant : interdite.

En fin de partie, dans le cas où il ne reste que trois dames contre une, le camp majoritaire doit gagner en moins de treize coups sans quoi la partie est déclarée nulle.

## Principales compétitions

### Championnat américain
| Année | Lieu          | Champion                                             | 2°                                                   | 3°                                                   |
| ----- | ------------- | ---------------------------------------------------- | ---------------------------------------------------- | ---------------------------------------------------- |
| 1966  | Détroit       | George Sykes                                         |                                                      |                                                      |
| 1967  | Détroit       | Carl Smith                                           |                                                      |                                                      |
| 1968  | Détroit       | Charlie Carter                                       |                                                      |                                                      |
| 1969  | Atlanta       | William Langley                                      |                                                      |                                                      |
| 1970  | Cleveland     | Carl Smith                                           |                                                      |                                                      |
| 1971  | Flint         | Victor Krafft, Ollie Howard                          | Victor Krafft, Ollie Howard                          |                                                      |
| 1972  | Détroit       | Carl Smith                                           |                                                      |                                                      |
| 1973  | New York      | Carl Smith                                           |                                                      |                                                      |
| 1974  | Saint-Louis   | Carl Smith                                           |                                                      |                                                      |
| 1975  | Chicago       | Carl Smith                                           |                                                      |                                                      |
| 1976  | Memphis       | Carl Smith                                           |                                                      |                                                      |
| 1977  | Atlanta       | Vladimir Kaplan (en)                                 |                                                      |                                                      |
| 1978  | Détroit       | Vladimir Kaplan (en)                                 |                                                      |                                                      |
| 1979  | Winston-Salem | Momodou Faal , Vladimir Kaplan (en) & Elton Williams | Momodou Faal , Vladimir Kaplan (en) & Elton Williams | Momodou Faal , Vladimir Kaplan (en) & Elton Williams |
| 1980  | Washington    | Momodou Faal                                         |                                                      |                                                      |
| 1981  | Memphis       | Momodou Faal                                         |                                                      |                                                      |
| 1982  | Akron         | Carl Smith                                           |                                                      |                                                      |
| 1983  | Chicago       | Carl Smith                                           |                                                      |                                                      |
| 1984  | Nassau        | Iser Kuperman                                        |                                                      |                                                      |
| 1985  | Dayton        | Iser Kuperman                                        |                                                      |                                                      |
| 1986  | Saint-Louis   | Iser Kuperman                                        |                                                      |                                                      |
| 1987  | Memphis       | Iser Kuperman                                        |                                                      |                                                      |
| 1988  | Détroit       | Iser Kuperman                                        |                                                      |                                                      |
| 1989  | Columbus      | Iser Kuperman                                        |                                                      |                                                      |
| 1990  | Atlanta       | Iser Kuperman                                        |                                                      |                                                      |
| 1991  | Los Angeles   | Carl Smith                                           |                                                      |                                                      |
| 1992  | Nassau        | Carl Smith & Andrew Frazier                          | Carl Smith & Andrew Frazier                          |                                                      |
| 1993  | Petal         | Elton Williams                                       |                                                      |                                                      |
| 1994  | Winston-Salem | Calvin Monroe                                        |                                                      |                                                      |
| 1995  | Augusta       | Al Barnett & Elton Williams                          | Al Barnett & Elton Williams                          |                                                      |
| 1996  | Houston       | Al Barnett                                           |                                                      |                                                      |
| 1997  | Flint         | Al Barnett                                           |                                                      |                                                      |
| 1998  | Atlanta       | Al Barnett                                           |                                                      |                                                      |
| 1999  | Memphis       | Al Barnett                                           |                                                      |                                                      |
| 2000  | Columbus      | Ion Dosca                                            |                                                      |                                                      |
| 2002  | Washington    | Calvin Monroe, Charlie Brown & Alexander Katz        | Calvin Monroe, Charlie Brown & Alexander Katz        | Calvin Monroe, Charlie Brown & Alexander Katz        |
| 2003  | Atlanta       | Al Barnett                                           |                                                      |                                                      |
| 2004  | Memphis       | Calvin Monroe                                        |                                                      |                                                      |
| 2005  | Atlanta       | Calvin Monroe & Al Barnett                           | Calvin Monroe & Al Barnett                           | Mchael Jordan                                        |
| 2006  | Columbus      | Calvin Monroe                                        | Elton Williams                                       | Charles Brown                                        |
| 2007  | Chicago       | Al Lambert                                           | Charles Brown                                        | Emmanuel Rogers                                      |
| 2008  | Chicago       | Calvin Monroe                                        | Al Lambert                                           | Orlando Williams                                     |
| 2009  | Washington    | Calvin Monroe                                        | Charles Brown                                        | Tony Rivers                                          |
| 2010  | Durham        | Calvin Monroe & Al Barnett                           | Calvin Monroe & Al Barnett                           | Al Lambert                                           |
| 2011  | Columbus      | Calvin Monroe                                        | Elton Williams                                       | Georges Robinson                                     |
| 2012  | Atlanta       | Al Barnett                                           | Calvin Monroe                                        | Al Lambert                                           |
| 2013  | Columbia      | Al Barnett & Calvin Monroe                           | Al Barnett & Calvin Monroe                           | Donald Jackson                                       |
| 2014  | Memphis       | Al Barnett                                           | Calvin Monroe                                        | Emmanuel Rogers                                      |
| 2015  | Albany        | Al Barnett                                           | Emanuel Rogers                                       | Albert Harrison                                      |
| 2016  | Durham        | Al Barnett                                           | Alexander Katz                                       | Al Lambert                                           |
| 2017  | Chicago       | Al Barnett                                           | Alexander Katz                                       | Al Lambert                                           |